# Soukromý víkend
Soukromý víkend (v anglickém originále Private Resort) je americká filmová komedie z roku 1985. Režisérem filmu je George Bowers. Hlavní role ve filmu ztvárnili Emily Longstreth, Karyn O’Bryan, Rob Morrow, Johnny Depp a Andrew Clay.

## Obsazení
| Emily Longstreth   | Patti           |
| Karyn O’Bryan      | Dana            |
| Rob Morrow         | Ben             |
| Johnny Depp        | Jack Marshall   |
| Andrew Clay        | Curt            |
| Hector Elizondo    | Maestro         |
| Dody Goodman       | Amanda Rawlings |
| Leslie Easterbrook | Bobbie Sue      |